# Červotoč pronikavý
Červotoč pronikavý nebo proužkovaný (Anobium punctatum) je dřevokazný hmyz původem z Evropy, nyní rozšířený po celém světě. V larválním stádiu se zavrtává do dřeva a živí se jím. Dospělec měří 2,7 až 4,5 milimetru na délku. Má šedohnědé až šedočerné elipsoidní tělo s prothoraxem připomínajícím mnišskou kutnu. Povrch těla je hustě hedvábně pýřitý. Na štítu má jednoduchý hrbolek a krovky jsou na konci zaoblené.

## Životní cyklus
Samice klade 20 až 40 vajíček do prasklin ve dřevě nebo do starých výstupních otvorů, pokud jsou k dispozici. Asi po třech týdnech se z každého vajíčka vylíhne 1 milimetr dlouhá, krémově bílá larva ve tvaru C. Po tři až čtyři roky se larvy částečně náhodně provrtávají dřevem, sledujíce a požírajíce škrobovitou část dřeva, a dorůstají až 7 milimetrů. Za sebou larvy nechávají požerky. Vývoj larvy probíhá do podzimu, po přezimování se opět rozběhne na jaře. Když jsou v létě připraveny k zakuklení, přiblíží se k povrchu dřeva. Následně vykousávají malé prostory těsně pod povrchem dřeva a zde jejich zakuklení trvá až osm týdnů. Dospělci pak prorazí povrch a udělají 1 mm až 1,5 mm velký výstupní otvor, přičemž se vysype prach, což je první viditelnou známkou napadení dřeva. Po vylíhnutí se dospělci nekrmí, najdou si partnery, rozmnoží se a umírají.

## Hubení škůdce

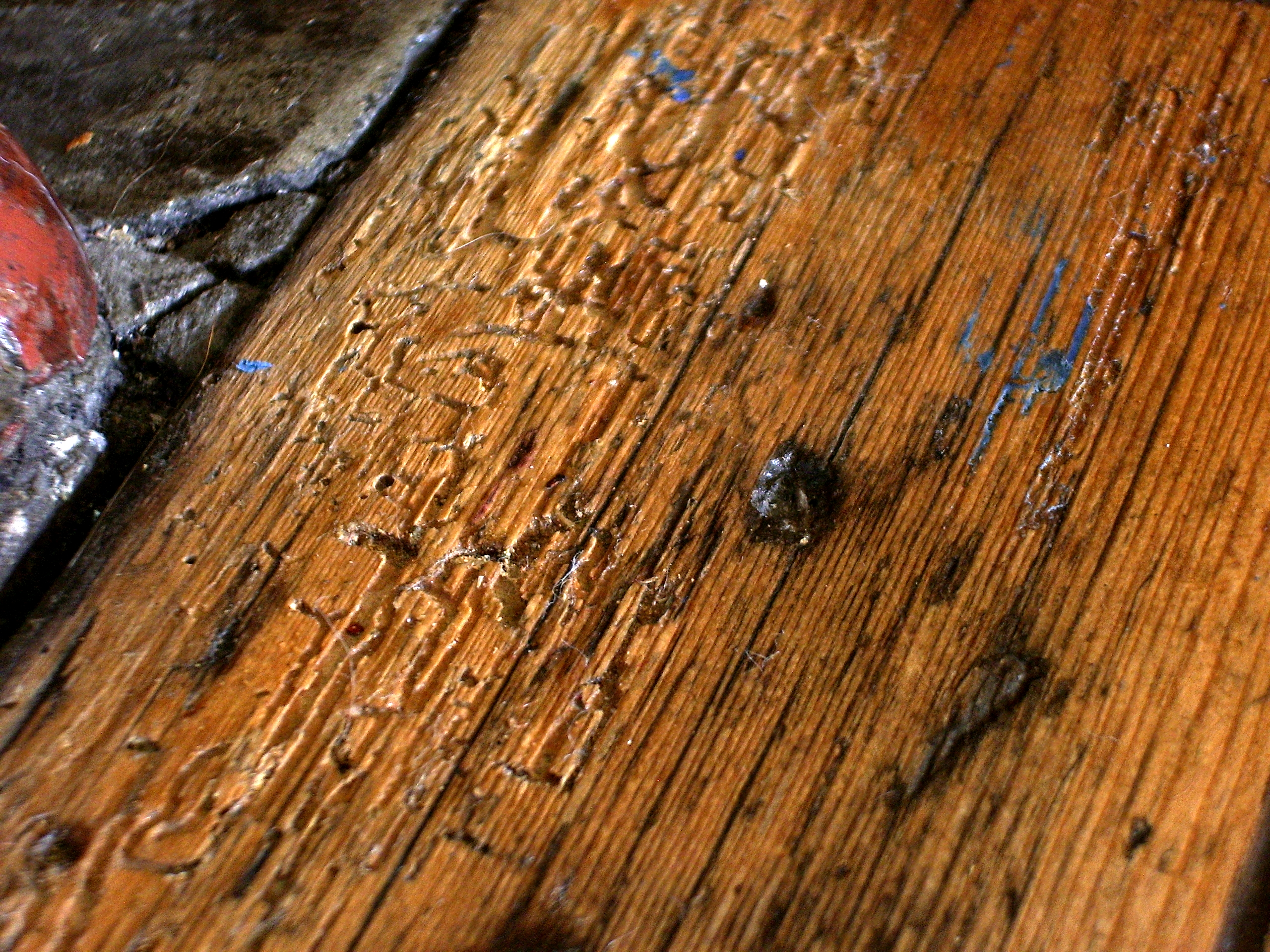
Otvory a chodbičky po červotoči viditelné v dřevěné podlaze

Prvním krokem v boji proti škůdci je prevence. V tomto ohledu je obzvláště důležité udržovat dřevo v suchu – obsah vlhkosti pod 16 %. Relativní vlhkost uvnitř budovy vyšší než 60 % a optimální teplota kolem 23 °C může vést k napadení, naopak obsah vlhkosti dřeva pod 12 % je příliš suchý na to, aby došlo k napadení. Červotoč pronikavý normálně napadá pouze vyzrálé bělové dřevo, nikoli živé nebo čerstvé dřevo. Také obvykle nenapadá dřevo jádrových dřevin. To lze snadno pozorovat na napadených konstrukcích, kde může být jeden kus dřeva silně napaden, ale sousední zůstane prakticky nedotčen podle toho, zda je vyroben z jádrového dřeva nebo bělové části kmene stromu. Napadení bývá také problémem u starých dřevěných domů postavených z neošetřeného dřeva. Některé stavební předpisy proto uvádějí, že se nesmí používat dřevo s více než 25 % bělového dřeva, takže napadení dřevokazným hmyzem nemůže podstatně oslabit konstrukce.
Napadení dřeva, minulé nebo současné, je určitelné podle malých kulatých výletových otvorů o velikosti 1 až 1,5 mm průměru. Aktivní napadení se vyznačuje výskytem nových výletových otvorů a jemného dřevěného prachu kolem nich.
Vzhledem k 3–4letému životnímu cyklu Červotoč pronikavý se u zakoupeného dřeva nebo dřevěných výrobků obsahujících infekci červotoče mohou objevit díry až po letech od získání dřeva. Napadení lze ošetřit aplikací dlouhodobě účinného insekticidu (jako je permethrin) na infikované oblasti, profesionální fumigací, zahřátím, radiačním ozářením nebo výměnou infikovaného dřeva. Jednoduché aerosolové insekticidní spreje zahubí pouze dospělého červotoče, nikoli však zavrtané larvy, které zůstávají uvnitř napadeného dřeva relativně chráněny. Zmrazení infikovaného dřeva nebo zahřátí nad 50 °C na den nebo déle, zabije larvy brouků, ale nenabízí žádnou trvalou ochranu.